# Призрак рая
«Призрак рая» (англ. Phantom of the Paradise) — фильм режиссёра Брайана Де Пальмы. Мюзикл, основанный на готическом романе Гастона Леру «Призрак Оперы», «Портрете Дориана Грея» Оскара Уайльда и философской драме Гёте «Фауст».

## Сюжет
Молодой композитор Уинслоу Лич оклеветан надменным продюсером Сваном. Его обвиняют в краже музыкальных инструментов и отправляют в тюрьму. Пока Лич находится за решёткой, его музыку Сван превращает в бездарную рок-оперу, которая сводит композитора с ума. Он сбегает из тюрьмы. Теперь Уинслоу становится Призраком. Он полон жажды мести и желанием спасти из продюсерских лап юную певицу Феникс.

## В ролях
- Уильям Финли — Уинслоу Лич / Призрак (вокал Пола Уильямса)
- Пол Уильямс — Сван
- Джессика Харпер — Феникс
- Геррит Грэм — Биф (вокал Рэймонда Луиса Кеннеди)
- Джордж Меммоли — Арнольд Филбин

## Награды и номинации
Оскар (1975)
- Лучшая музыка: запись песен к фильму, адаптация партитуры — номинация[1]

Золотой глобус (1975)
- Лучшая музыка — номинация[2]

Хьюго (1975)
- Лучшая постановка — номинация

Сатурн (1976)
- Лучший фильм ужасов — номинация

Кинофестиваль в Авориазе (1975)
- Гран-при

Премия Гильдии сценаристов США (1975)
- Лучший оригинальный сценарий — номинация

Премия Синдиката кинокритиков Франции (2007)
- Лучший DVD — победа

Rondo Hatton Classic Horror Awards (2014)
- Лучший DVD — победа